# Joanne Ernst
Joanne Ernst née en 1958 ou 1959 est une triathlète américaine, vainqueur de l'Ironman d'Hawaï en février 1985.

## Biographie
Joan Ernst  apparait en une d'un magazine sportif en 1986 avec cette question :« La femme la plus forte d'Amérique? ». Elle est l'une des premières triathlètes à faire la une d'une couverture dans les débuts du triathlon, qui a d'abord gagné en popularité en Californie du Sud au milieu des années 1970.
Johan Ernst est reçue au sein des Phi Beta Kappa, elle est diplômée d'un MBA de l’Université Stanford. Elle choisit de faire une carrière de triathlète et reconnait que les questions d'argent n’étaient pas première dans son choix, mais qu'elle finit par en gagner autant qu'avec son diplôme de Stanford. 
Aimant les défis, elle définit son choix ainsi : « Je peux toujours aller travailler pour l'un des grands cabinets d'expertise comptable, mais je ne peux pas toujours être une triathlète professionnelle ». Elle remporte le triathlon Ironman d'Hawaï en 1985.

## Palmarès
Le tableau présente les résultats les plus significatifs obtenus sur le circuit international de triathlon depuis 1984.
| Année | Compétition     | Pays       | Position           | Temps            |
| ----- | --------------- | ---------- | ------------------ | ---------------- |
| 1986  | Ironman d'Hawaï | États-Unis | Médaille de bronze | 10 h 0 min 7 s   |
| 1985  | Ironman d'Hawaï | États-Unis | Médaille d'or      | 10 h 25 min 22 s |
| 1984  | Ironman d'Hawaï | États-Unis | 4e                 | 10 h 40 min 33 s |